# Reloj moneda

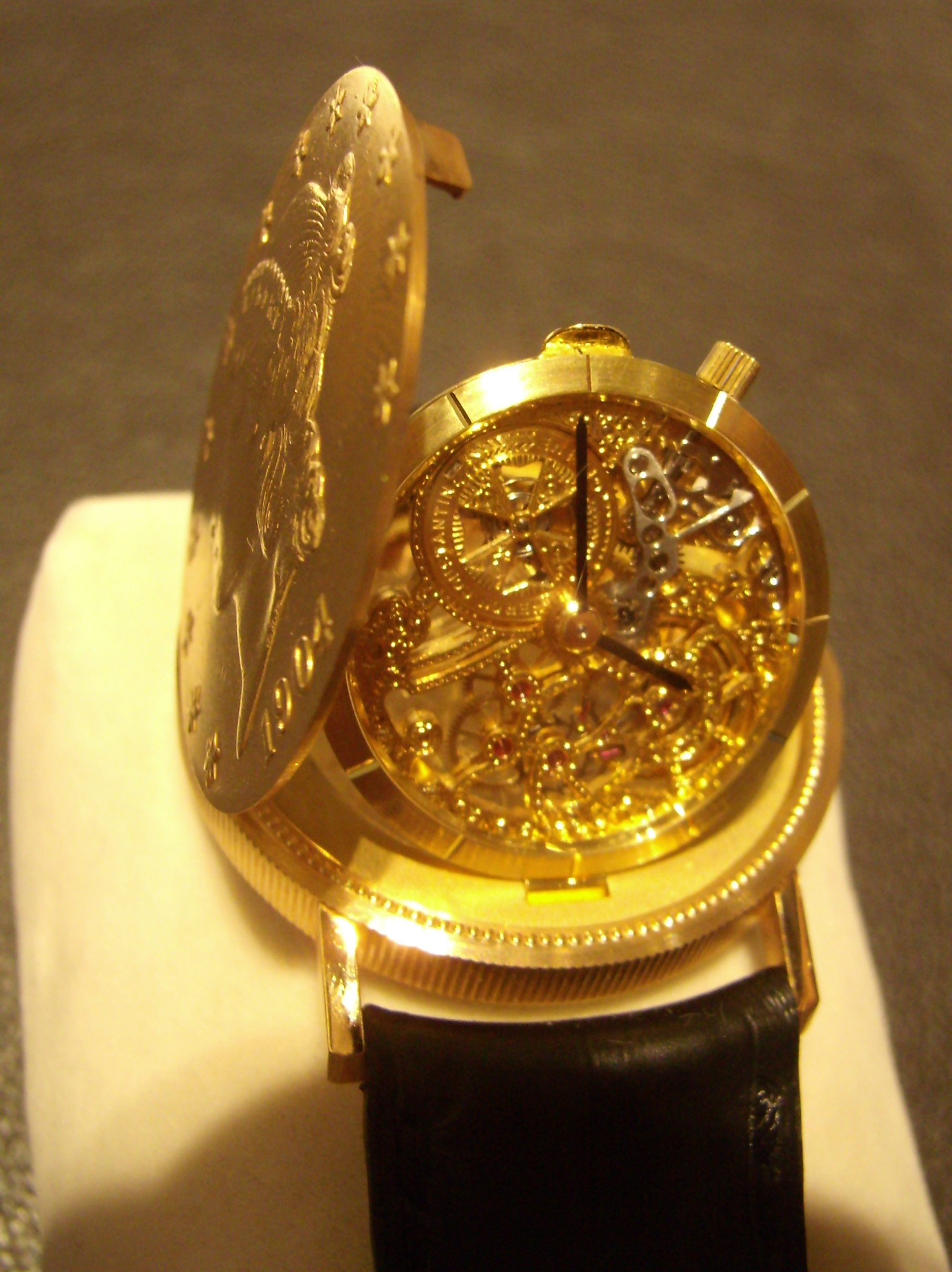
Reloj moneda de pulsera VC

Un reloj moneda o reloj medalla es un tipo de reloj que se construye insertado en una moneda o medalla.

## Fabricación
Habitualmente e fabrican cortando una moneda en dos discos, uno más delgado que el otro; o eliminando una de las caras de una moneda. A continuación se dispone un mecanismo de relojería en la parte más gruesa, y las dos caras se unen mediante una bisagra oculta y un pestillo. Cuando está cerrado, el reloj permanece oculto, y la moneda no se distingue de cualquier otra.

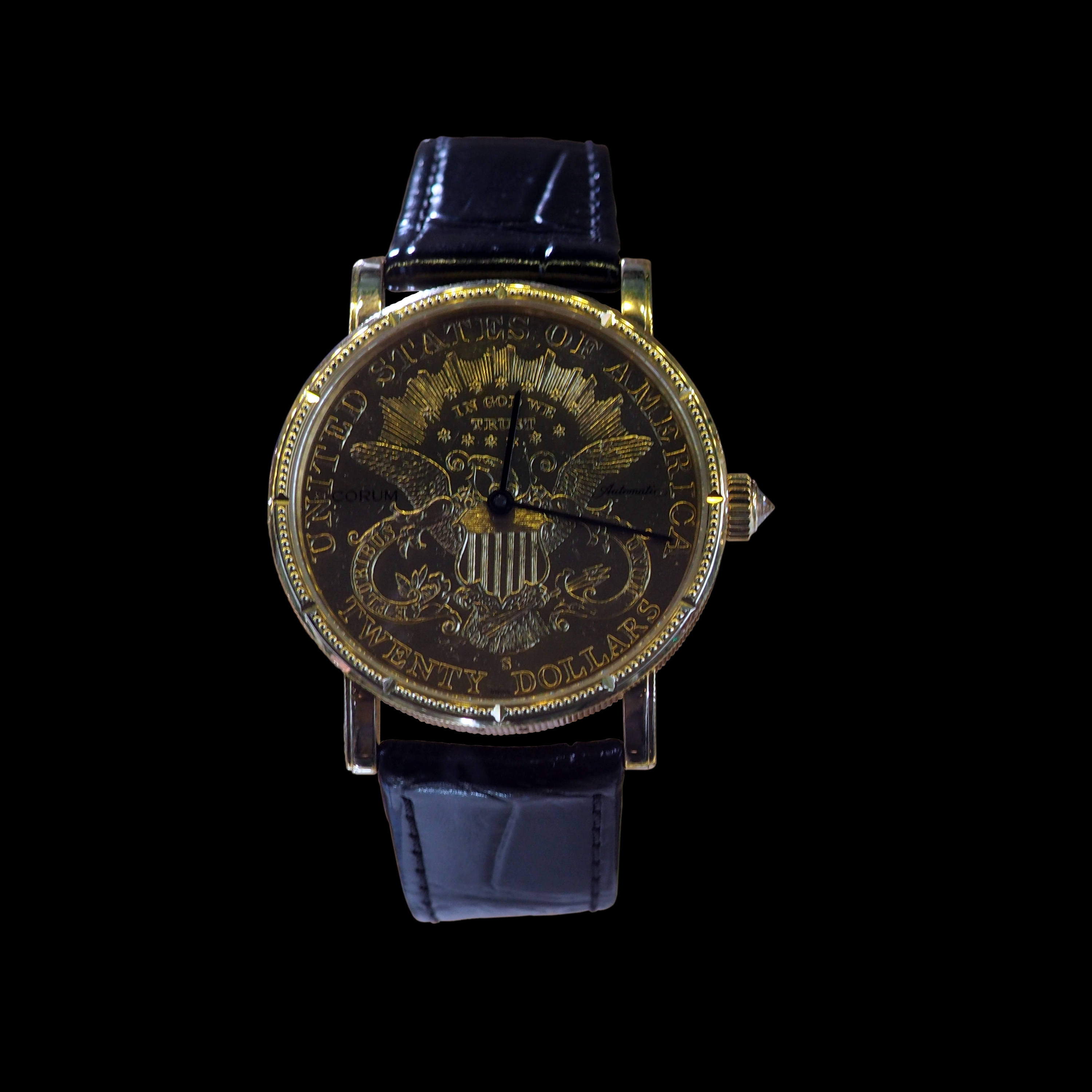
Reloj moneda Corum, que utiliza una moneda como fondo de la esfera

## Fabricantes
Entre los fabricantes más conocidos de relojes moneda se incluyen Cartier y Corum.